# 赤蘚
赤蘚（学名：Syntrichia norvegica）为叢蘚科赤蘚屬下的一个种。